# Sphincterochila candidissima
Sphincterochila candidissima és una espècie de gastròpode eupulmonat terrestre de la família Sphincterochilidae.

## Carcaterístiques
És característica la seva conquilla dura i d'un blanc intens d'uns 16–25 mm. La conquilla és imperforada, globosa, sòlida i cretàcia. La closca té cinc verticils, força aplanats, els superiors carenat per sobre la sutura. L'últim gir es desvia al front. El peristoma és engruixit.

## Distribució
És habitual en la regió del Mediterrani Oriental en terres baixes i àrides amb una alta insolació, de sòl prim o inexistent, amb un estrat de tipus calcari. Ha estat identificat en diversos punts de la geografia catalana d'interès natural: Parc Natural de Collserola la Meda Gran al Parc Natural del Montgrí, les Illes Medes i el Baix Ter o Sebes (Flix) La seva distribució a les Balears es limita a les Pitiüses, possiblement introduïda per l'home tot i que hi ha indicis fòssils de la seva presència, mentre que a les Gimnèsies és absent.

## Enllaços externs

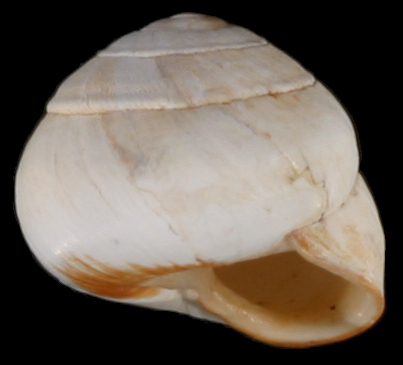
Visió de l'obertura de Sphincterochila candidissima
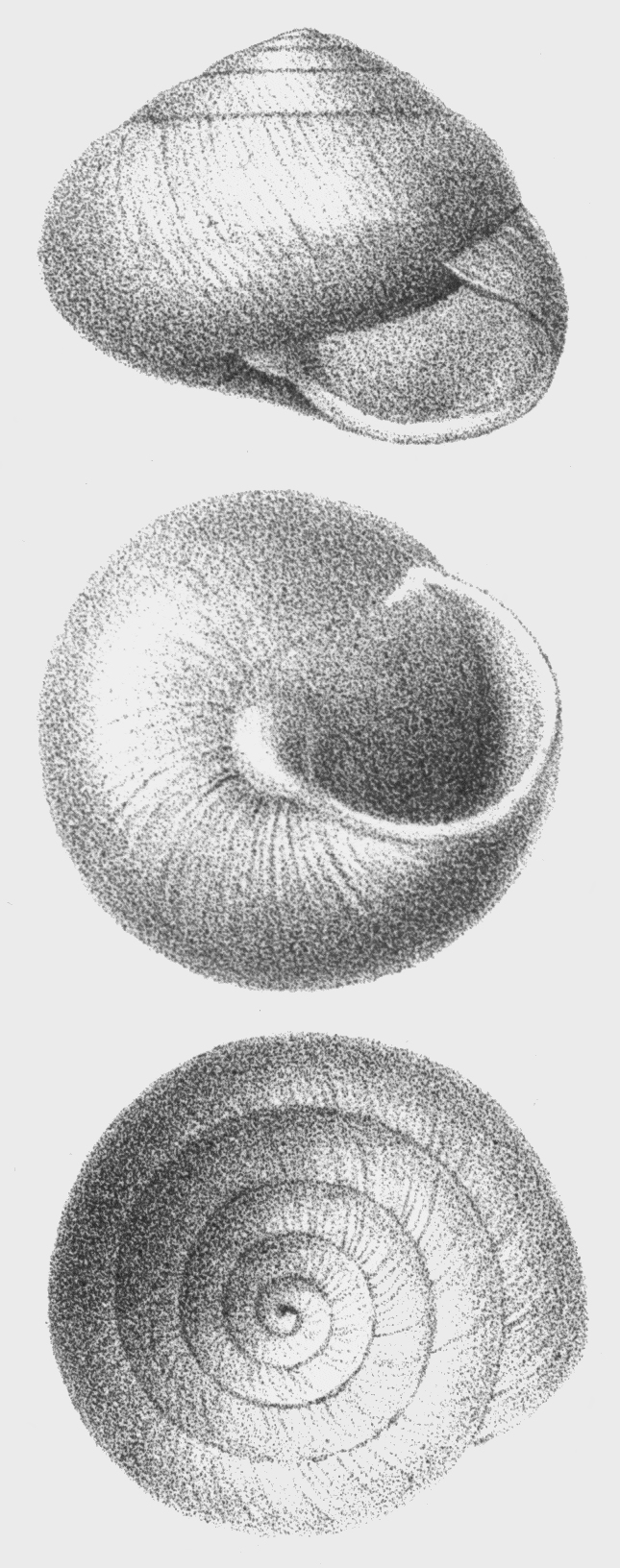
Dibuixos en perspectiva de l'apertura, basal, i apical de la conquilla de Sphincterochila candidissima